# القويعية (محافظة المهد)
القويعية، قرية من قرى محافظة المهد، والتابعة لمنطقة المدينة المنورة في السعودية. تقع في جنوب شرق المدينة المنورة، وتبعد عنها بمسافة تقارب ( 225) كيلو متر، وعن مهد الذهب بمسافة تقارب (45) كيلو متر.

## مركز القويعية
مركز القويعية: هو من مراكز فئة (أ)
الموقعيقع المركز في الجزء (الشرقي) من محافظة المهد.
المساحةتبلغ مساحة المركز ( )، وتمثل ( )% من مساحة المحافظة، ويأتي في المرتبة ( )
السكانيبلغ تعداد السكان ( ) نسمة، ويأتي في المرتبة ( ).
بعد المركز عن المحافظةيقع المركز على بعد ( 45 كم) من المحافظة، والطريق المؤدي إليها إسفلتي، ويعتبر المركز في المرتبة ( ) من حيث القرب من مقر المحافظة.